# Grießsuppe

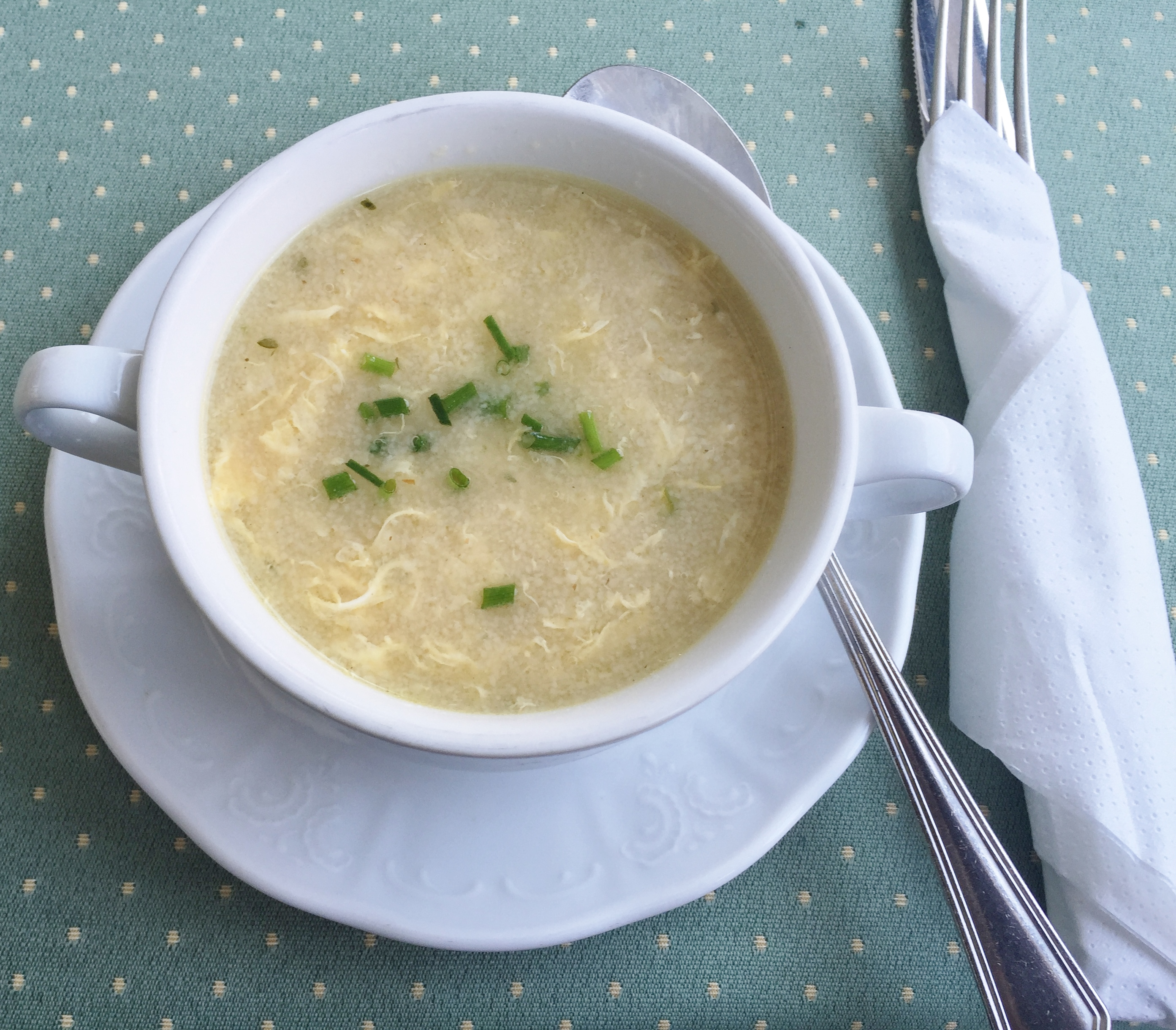
Grießsuppe mit Ei

Grießsuppe ist eine Getreidesuppe, deren Basis eine mit Grieß gebundene Brühe bildet. Es kann Hartweizen- oder Vollkorngrieß verwendet werden. Als Suppeneinlage wird das mitgekochte Suppengemüse verwendet.

## Herstellung

### Deutschland
Für eine sogenannte „geröstete“ Grießsuppe werden Grieß und Zwiebelwürfel in Öl gebräunt und zusammen mit geschnittenen Möhren in einer Fleischbrühe gekocht, dann mit Butter und gehackter Petersilie verfeinert.
Für die sogenannte Grießsuppe Leopold (franz. potage Léopold) lässt man Streifen von Sauerampfer in der garen Grießsuppe aufkochen, dann bestreut man sie mit Kerbel- und Kopfsalatblättchen.
Wenn die Suppe mit Ei zubereitet wird, wird das Ei unter starkem Rühren zum Schluss direkt in die heiße Suppe gegeben oder das Ei wird zuerst mit kaltem Wasser vermischt und die Suppe wird nach dem Zugeben unter Rühren noch einmal kurz erhitzt, bis das Ei stockt. Im ersten Fall erhält man fadenförmige Strukturen, im zweiten Fall feine Flocken und eine etwas dickere Konsistenz.

### Österreich
In Österreich wird für eine "eingebrannte" Grießsuppe Kalbsknochensuppe verwendet bzw. eine Gemüsebrühe oder Wasser, wenn es eine Fastensuppe sein soll.
Der Grieß wird nur leicht in Butter geröstet, in die abgeseihte Suppe einlaufen gelassen, um dann langsam mit Gemüse garzukochen. Eine lichte Einmach aus Butter und Mehl wird mit der Grießsuppe aufgegossen, mit Dotter legiert und mit gehackter Petersilie bestreut. Im Burgenland wird für die "Griaßsupp'm" mittelfeiner Grieß direkt in die kochende Flüssigkeit (Selch- oder Fleischsuppe bzw. Wasser) einlaufen gelassen, kurz aufgekocht und dann ausquellen gelassen.